# Waldemar Ząbecki
Waldemar Ząbecki (ur. 27 marca 1970 w Olsztynie) – polski piłkarz, występujący na pozycji pomocnika.
Pierwszym klubem w karierze Ząbeckiego był Stomil Olsztyn. W klubie tym piłkarz występował od 1986 do 1995 roku. W tym czasie Stomil zdołał awansować do I ligi, w której Ząbecki rozegrał 30 spotkań. W 1996 roku wraz z kilkoma innymi piłkarzami olsztyńskiego klubu przeniósł się do Jezioraka Iława. W klubie tym spędził jeden sezon.
W 1999 wyjechał do Niemiec, gdzie do 2008 reprezentował barwy lokalnych zespołów amatorskich (m.in. SC Bobenheim-Roxheim w 2005).